# Sällskapet Idun
Sällskapet Idun es una asociación sueca para hombres, fundada en 1862 en Estocolmo.

## Fundación

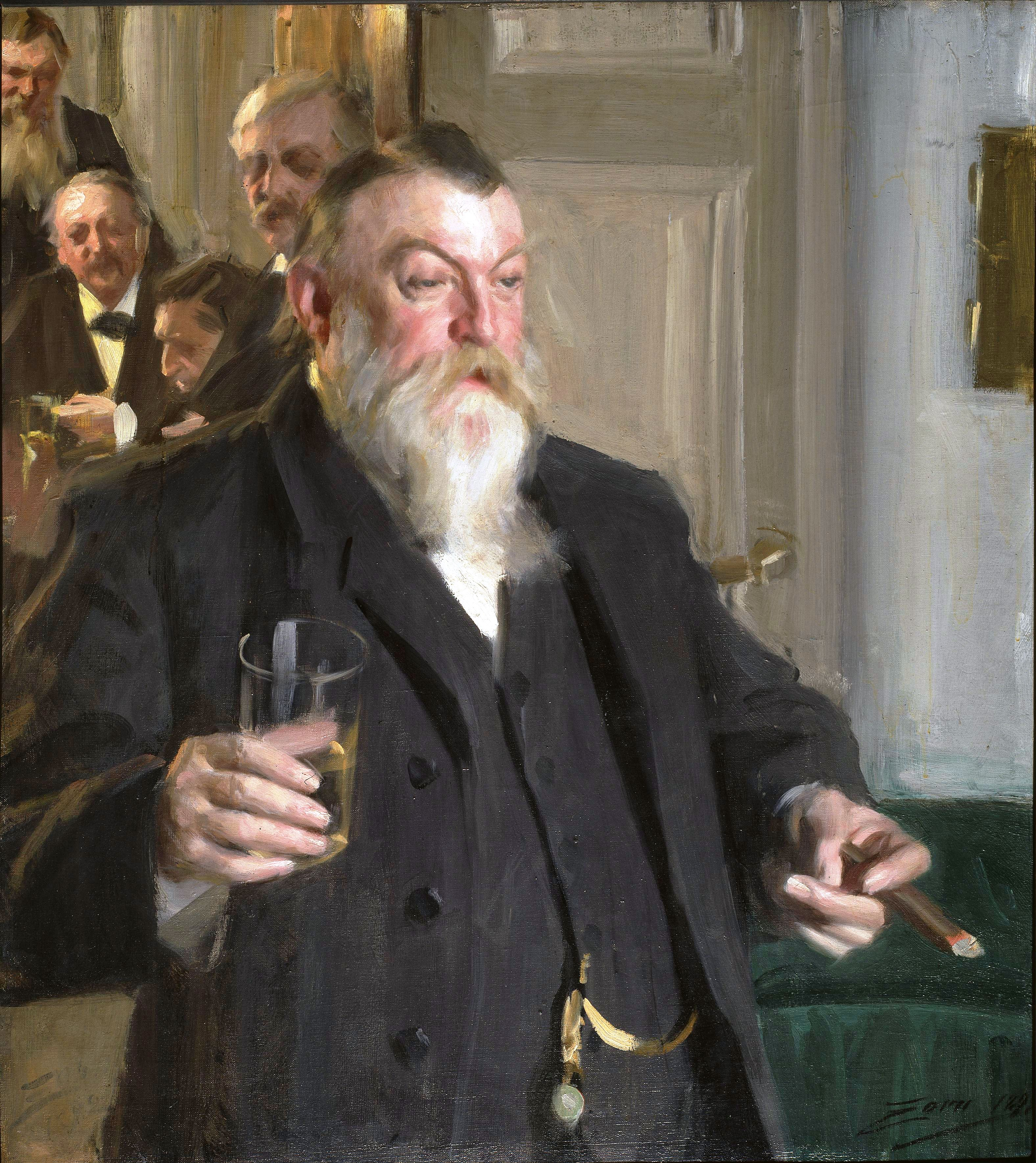
Un brindis en Idun, 1892, de Anders Zorn

La fundación de Sällskapet Idun se remonta al 22 de noviembre de 1862 en el Hotel Fenix de Estocolmo (Suecia). Sus fundadores fueron Edward Bergh y Johan Fredrik Höckert, artistas y profesores de la Real Academia Sueca de Bellas Artes; Adolf Erik Nordenskiöld, investigador y profesor del Museo Sueco de Historia Natural; Axel Key, profesor y rector del Instituto Karolinska; Harald Wieselgren, bibliotecario de la Biblioteca Nacional, y el compositor Ivar Hallström. Wieselgren, como secretario, fue la fuerza unificadora e impulsora durante varias décadas. Es el protagonista del cuadro de Zorn En skål i Idun ("Un brindis en la sociedad de Idun") de 1892.

## Actividad
Los estatutos de 1862 establecían que la asociación se dirigía a "los hombres que viven en Estocolmo y tienen actividades e intereses propios en la ciencia, la literatura y el arte en diversos campos". Según los últimos estatutos revisados del 6 de diciembre de 2000, la misión de la organización es "promover la interacción entre personas activas en diferentes campos culturales".
Sällskapet Idun se reúne una vez al mes, excepto en los meses de verano, con conferencias y sesiones de arte en las que los artistas dan a conocer su obra. La reunión de noviembre está dedicada a la música.
La asociación se rige por una junta directiva elegida anualmente, cuyo presidente es designado dentro de la junta. El secretario se encarga de la gestión diaria de la asociación, junto con un tesorero y un maestro de club, también nombrados en la asamblea general anual. Los nuevos miembros son elegidos en el orden previsto por los estatutos por el comité a propuesta de al menos dos miembros. El número de socios se sitúa desde hace tiempo entre 550 y 600.
En 1912, Theodor Westrin escribió sobre la historia de la sociedad en Några bidrag till sällskapet Iduns historia.

## Asociaciones similares
Las asociaciones correspondientes para hombres en otros lugares del país con programas similares son Sällskapet Concordia en Örebro (también fundada en 1862), Sällskapet Gnistan, también para mujeres, en Gotemburgo (fundada en 1878) y la Sällskapet Heimdall en Malmö (fundada en 1891). En Dinamarca existe una sociedad similar, Sociedad de Historia, Literatura y Arte y en Noruega Foreningen Andvake.
Nya Idun es una asociación femenina de Estocolmo fundada por Calla Curman en 1885, originalmente como contrapartida femenina de Sällskapet Idun.

## Asteroide 176 Iduna
El asteroide 176 Iduna lleva el nombre de la asociación.

## Otras lecturas
- Westrin, Theodor (1912). Några bidrag till sällskapet Iduns historia i anledning af dess 50-års jubileum (en sueco). Stockholm: Tullberg. OCLC 39666945.
- Gyllenbok, Jan (2008). I gott sällskap – Om sällskapslivet i Sverige (en sueco). Stockholm: ICD Publishing. ISBN 9789197173117.
- Hildebrand, Albin; Levertin, Alfred, eds. (1896). Sällskapet Idun 1862–1896. Svenskt porträttgalleri (en sueco) 23. Stockholm: Tullberg. OCLC 185162278.
- Björnsson, Anders; Frank, Pär, eds. (2012). Idun 150 år: 1862–2012: en jubileumsantologi (en sueco). Stockholm: Sällskapet Idun. ISBN 9789163707650.Enla